# 한국의 배
한국의 배는 약 8천 년 전부터 만들어졌음이 확인되며, 각 시대를 거쳐 현대의 조선(造船) 산업에 이어지고 있다.

## 조선의 역사

### 고대
삼면이 바다로 둘러싸인 한반도의 주민들은 일찍부터 바다에 진출하여 해양자원을 생활에 이용하였다. 경상남도 창녕에서는 약 8천 년 전의 배가 발굴되었으며, 경상북도 울산 반구대 암각화에는 여러 사람들이 긴 배를 타고 고래를 사냥하는 그림이 그려졌다.

### 고려 시대
고려시대에는 병선(兵船)의 건조가 특히 활발하였다. 이는 고려 초에 여진해적(女眞海賊)에 대한 방어와 일본에의 대비에 목적이 있었다고 생각된다. 고려의 병선은 양(量)적으로도 많았고 그 중 큰 것은 100 ~ 200명의 수군(水軍)이 탈 수 있었다 하며, 《고려사》에 의하면 대선(大船)은 너비가 16보(16步 = 96尺, 약 20m)나 되어 갑판(甲板) 위에서 말을 달릴 수 있을 정도라고 하였다. 《고려사》〈병지(兵志)〉에는 현종(顯宗) 1년(1009년)에 과선(戈船) 75척(隻)이 건조되었다는 기록이 보이는데, 이는 고려가 만든 독특한 전선(戰船)으로 주목된다.
고려선의 견고성은 원(元)의 전선들이 돌풍으로 모두 깨어진 데 반하여 고려의 조선양식(造船樣式)으로 만든 900척은 거의 무사하였다는 사실로 입증된다.
고려에는 두 가지 형식의 선박이 건조되었으니, 하나는 남송(南宋)의 선형(船型)이고 다른 하나는 백제와 신라의 전통을 계승한 한국 고유의 선형(船型)이었다. 충렬왕(忠烈王) 때(13세기 후반)에 건조된 병선 900척은 3,000 ~ 4,000석(石)을 실을 수 있는 대형선으로, 원(元)의 강요로 고려로서는 감당하기 어려운 일을 해내었지만 결과적으로 고려의 조선기술을 발전시켰다. 그들이 남송식(南宋式)으로 조선하지 않고 고려식으로 조선한 것은 공비(工費)를 적게 들이고 단시일 내에 끝내기 위해서였다. 고려의 조선기술은 소박하고 견고한 데 특징이 있었다고 할 수 있다.

#### 고려선박의 종류와 경향
고려의 선박은 수군의 병선(兵船)과 연해운수용 [화물선]으로 대별된다. 연해운수용 화물선에는 두 가지가 있었는데, 초마선(哨馬船)은 적재량 1,000석(石) 정도의 배였고, 평저선(平底船)은 200석(石) 정도의 배였다.
고려에서는 항해용 상선(商船)이 거의 눈에 뜨이지 않는다는 점이 신라의 경우와 다른 것이라 할 수 있다. 그것은 고려에 대한 송상(宋商)의 활동이 너무 적극적이고 규모도 커서 고려상선의 출항은 자연히 규모가 작아질 수밖에 없었기 때문이다. 이러한 경향은 고려 말부터 전국적으로 창궐한 왜구(倭寇)에 의한 한국 상선의 해상활동의 위축과 연결되고, 명(明)의 대외교역의 소극적 정책의 영향을 받아 항해용 대형선 건조는 거의 정지되었고 따라서 전선(戰船)의 건조가 자극되는 반면 관선(官船)과 상선(商船)의 건조기술은 침체할 수밖에 없었다. 왜구의 극심한 창궐과 그에 따른 명(明) 초의 대외적 교역의 심한 제한은 조선의 조선기술 발전을 출발점에 매어 놓게 하였다. 이러한 외적 요인은 그대로 내적 요인으로 직결되었으니 고려 말-조선 초의 해상활동은 사실상 봉쇄되었다고 할 수 있다. 그에 따라서 반사적으로 자극된 것이 전선의 성능 개량을 위한 노력이었고 그것이 커질수록 항해용 또는 어로용(漁撈用) 선박의 건조기술은 침체되어만 갔다.

### 조선 시대

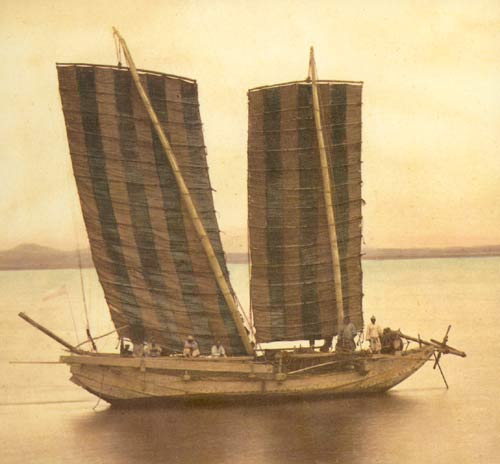
19세기 후반의 조선의 어선

조선의 조선기술은 전선(戰船)의 건조로 특징지을 수 있다. 《경국대전(經國大典)》에 의하면 조선 초기의 군선(軍船)에는 대맹선(大猛船), 중맹선(中猛船), 소맹선(小猛船)의 3종류가 있었다. 대맹선은 수군(水軍) 80명이 타고, 중맹선에는 60명, 소맹선에는 30명이 탔다. 이 밖에 무군(無軍) 대·중·소맹선이라는 예비선(豫備船) 내지는 비전투용 함선(艦船)이 있었다. 이러한 전선들의 조선기술은 고려의 조선기술과 남송(南宋)의 원양항해선의 전통을 계승하여 주로 해전용(海戰用) 선박으로 개량된 조선식 선박이었다.
조선식 선형(船型)의 특징은 대체로 길이에 비하여 폭이 넓다는 것이며 따라서 선체가 길쭉하지 못하고 가운데가 너무 부른(膨) 것이 결점이며, 또한 선재(船材)의 판(板)이 너무 두꺼워서 둔중(鈍重)하고 속력이 느렸다. 이는 조선의 선박이 원양항해용이 아니라 연해용(沿海用) 및 해양 방어용으로 설계되었기 때문에 견고함을 위주로 건조되었던 것이다.
ㅠ
조선에서는 배의 속력을 빠르게 하기 위하여 여러 가지로 노력하였다. 그러나 그것은 병선(兵船)에 대한 것이지 상선(商船)이나 어선(漁船)에 대한 것은 아니었다. 태조-태종(太宗)대에는 특히 조선 형식의 장점을 도입하려는 일본선박의 움직임이 대두되었고 세종(世宗) 12년([1430년])에는 여러 외국 선박에서와 같이 철정(鐵釘)을 써서, 생목(生木)으로 급조(急造)하여 목정(釘)을 씀으로써 일어나는 폐단을 없애기 위해서 일본 조선형식에 따라 배를 만들기로 하였다. 그리하여 세종 15년(1433)에는 유구선장(流球船匠)이 철정을 써서 만든 배(철의 소요량 3,352근)와 사수색(司水色)에서 하체(下體)는 철정과 목정을 반씩 쓰고 상장(上粧)은 모두 철정을 써서 만든 배(철 소요량 1,800근과 1,900근) 3척을 진수시켜 16년(1434)에 한강(漢江)에서 그 장단점을 비교하여 개량에 참고로 했고, 세종 27년(1445)에는 귀화왜인(歸化倭人)에게 호군직(護軍職)을 주어 배를 만들게 하여 시험한 결과 공비(工費)가 2배나 들고 판(板)이 얇아서 파선하기 쉽다는 이유로 시행하지 않은 것으로 볼 때 조선은 여전히 생목을 써서 목정과 철정을 섞은 배를 만들었다고 생각된다. 그들은 생목을 쓰는 대신 철정을 안쓰고 목정을 많이 쓰는 것으로 배의 중량을 줄이려고 시도했다. 그러나 일본선의 쾌속에 대한 미련은 버릴 수 없어 세조(世祖)대에도 성종(成宗)대에도 그러한 속도 시험은 계속되었다. 조선에서 이와 같이 일본선에 대한 쾌속을 따르려고 애썼으면서도 끝내 그것을 완전히 받아들이지 않은 주 요인은 조선비용과 시일이 거의 2배나 든다는 데 있었다.

#### 전선과 거북선

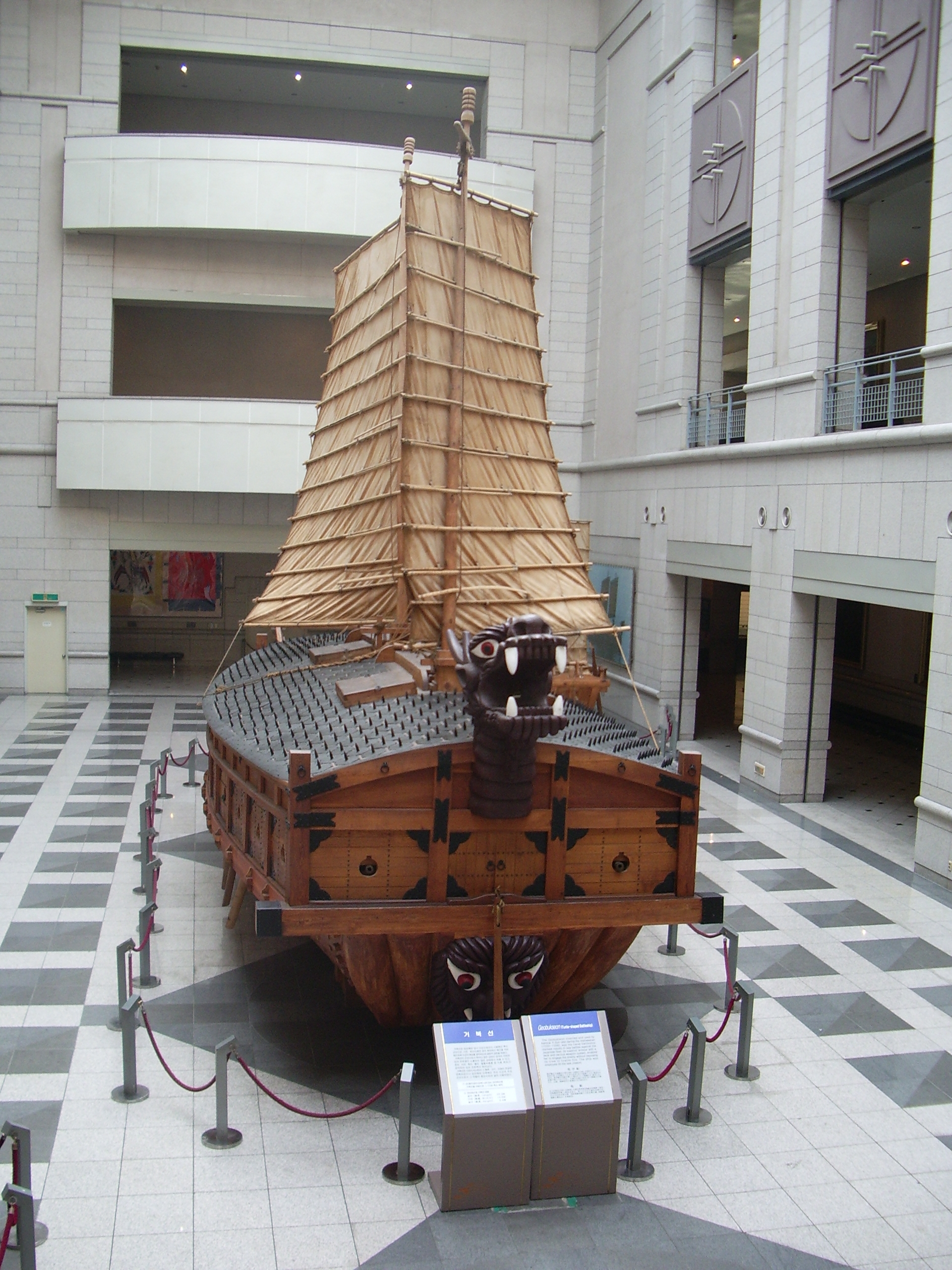
전쟁기념관에 전시된 거북선 모형

조선의 전선의 발달은 해적선(海賊船)과의 적극적인 해전으로 그 전법(戰法)을 바꾼 때부터 시작되었다. 11세기 초에 고려가 만든 과선(戈船)은 여진(女眞) 해적과의 싸움 속에서 건조된 우수한 충파해전용(衝破海戰用) 전선이었고 그러한 충파전법(衝破戰法)은 왜구의 특기적 전술인 육박접전(肉迫接戰)을 막기 위한 가장 효과적인 것이었다. 왜구의 육박전법을 보다 효과적으로 방어하려면 또 하나의 대책인 '적이 아군의 전선에 뛰어들지 못하게' 하는 방법이 강구되어야 했다. 그러한 두 가지 방어책을 실현시키기 위하여 필연적으로 생기지 않을 수 없었던 전선의 형식은 개판(盖板)을 씌운 새로운 고려과선이었다. 그것이 바로 태종(太宗) 13년(1413) 2월에 진수된 거북선(龜船)이다. 거북선이 그러한 전술적 목적에 의하여 건조되었다는 사실은 태종 15년(1415) 7월에 좌대언(左代言) 탁신(卓愼)의 병비(兵備)에 관한 상소문(上疏文)에 잘 표현되었다. 그는 말하기를 "귀선(龜船)의 전법은, 많은 적선 안으로 돌격하여 충돌하여도 적(敵)이 해칠 수 없으니 참으로 결전(決戰)의 양책(良策)이라 하겠습니다. 다시 영(令)을 내려 견고하고 교묘히 만들게 하여 전승지구(戰勝之具)로서 비치(備置)케 하소서"라고 하였다. 거북선은 이렇게 처음부터 적의 전선들 속에 돌격하는 돌격선으로 건조되었다.
거북선은 세종(世宗)대 이후 왜구의 격감으로 전략적으로 쓸모가 적어지고, 세조(世祖)대에 병조선(兵漕船)이 건조되면서 거의 사람들의 기억에서 사라져 가고 있었다. 선조(宣祖)대에 일본의 침공설(侵攻說)이 일부에서 대두되면서, 선조 24년(1591)에 전라좌도 수군절도사(全羅左道 水軍節度使)로 임명된 이순신(李舜臣)은 전선(戰船)의 건조와 수리에 특히 힘쓰게 되었다. 마침 그의 부하장사에 역대(歷代)의 조선기술(造船技術)에 조예가 깊은 나대용(羅大用)이 있어 왜구의 전술에 조예가 깊었던 이순신과 협력하게 되었다. 이들이 왜군의 육박해전술(肉迫海戰術)을 능히 격파할 수 있는 전선은 태종대에 왜구 요격용(邀擊用)으로 건조되었던 거북선(龜船)이 가장 훌륭한 것이라는 결론에 도달하였으리라고 추측되기도 한다.

### 근대
- 대한제국 시대에는 서양의 기술로 건조된 근대군함을 구입하였다.